# Абэ-но Сэймэй
Абэ-но Сэймэй (яп. 安倍 晴明, 21 февраля 921 — 31 октября 1005) — полулегендарный японский мистик, практиковавший оммёдо — традиционное японское оккультное учение — в середине периода Хэйан японской истории. Предполагается, что возникновение множества легенд про него связано с тем, что он жил долго и никогда не болел.
Потомок чиновничьего рода, учился у мастеров оммё-до. При дворе императора занимал должности мастера астрономии, управляющего императорской кухней, смотрителя левой половины столицы и хранителя провинции Харима. Ему приписывается авторство множества текстов, один из самых известных — учебник по гаданию «Сэндзи Ряккэцу».
По легенде, его отцом был Абэ-но Ясуна, а матерью — кицунэ по имени Кудзуноха.
Когда ему исполнилось пять лет, он уже командовал слабыми демонами — они. За это был отдан матерью на обучение искусству оммёдзи к Камо-но Тадаюки, мастеру оммё-до.
При дворе императора также издавал календари и консультировал по вопросам духовно верных способов решения тех или иных проблем. Молился за благополучие императоров и правительств. Консультировал чиновников и императора по различным вопросам. Иногда предсказывал события по звёздам.
Синтоистская кумирня (дзиндзя) Абэ-но Сэймэя, расположенная в Киото, является популярным храмом в его честь.
Согласно легендам у Сэймэя было 12 духов-помощников сикигами, что считалось неслыханным даже по меркам одарённых волшебников.
О его потомках ничего достоверно не известно. Абэ-но Ясуаки называют его сыном, а Абэ-но Ясутику — внуком.
В Киото императором ему построен Храм Сэймэя, в день осеннего равноденствия там проводится праздник в его честь.

## Легендарные поступки
Во время путешествия в южную часть Киото со своим учителем Камо-но Тадаюки маг с помощью ясновидения увидел, что на них движутся жуткие демоны. Разбудив учителя, он сообщил ему о видении, это их и спасло. Этот случай расположил учителя к ученику, после чего он решил передать все свои знания Сэймэю.
В сборнике легенд «Удзи сюи-моногатари» есть история, где рассказывается о том, как Сэймэй спас жизнь молодому дворянину Куро-удо-но Содзё. Один из завистников дворянина нанял мага-оммёдзи, который подослал к нему своего сикигами с проклятием. Сэймэй, встретив духа, отправил его обратно к хозяину, который и умер вместо Содзё.
Одним из соперников Сэймэя был Асия Доман. Он претендовал на его место при дворе императора. Однажды они поспорили о том, кто угадает содержимое шкатулки. Сообщник Домана положил в шкатулку 15 мандаринов. Асия был предупреждён об этом и дал правильный ответ. Сэймэй заподозрил заговор и превратил мандарины в крыс, после чего тоже дал правильный ответ.
Ещё одна легенда рассказывает о том, что он исцелил императора Коноэ от неизлечимой болезни, которую, как он установил, на него наслала его любовница Тамамо-но-Маэ.

## Другая версия
Абэ-но Сэймэй был потомком поэта Абэ-но Накамаро и учеником Камо-но Тадаюки и Камо-но Ясунори, судебных хэйанских прорицателей X века. Он стал преемником Камо-но Ясунори в области астрологии и гадания при дворе, а сын Ясунори взял на себя меньшую ответственность по разработке календаря. В обязанности Сэймэя входил анализ странных событий, проведение обрядов экзорцизма, защита от злых духов, а также выполнение различных обрядов геомантии. Он, как говорят, был особенно искусен в угадывании пола плода беременной женщины и нахождении потерянных предметов. Он якобы правильно предсказал отречение императора Кадзана на основе своих наблюдений небесных явлений.

## В культуре
С 1994 года, после выхода романов Юмэмакуры Баку, на личность Сэймэя обратили внимание, и он обрёл популярность. Баку показывает могущественного мага молодым и симпатичным. Почти сразу по этим романам начала выходить тридцатитомная сёдзё-манга.
В 2001 и 2003 годах выходят два фильма об Абэ-но Сэймэе: «Колдун» («Оммёдзи») и «Колдун-2», в главной роли Номура Мансай. В спортивном сезоне 2015—2016 годов японский фигурист Юдзуру Ханю использовал образ из этого фильма в произвольной программе на музыку Сигэру Умэбаяси.
В 2016 году вышло аниме «Sousei no Onmyouji», где Абэ-но Сэймэй выступает основателем Союза Оммёдзи.
В 2019 году на экраны вышло аниме «Midnight Occult Civil Servants», в котором тесно переплетаются события современной Японии, сосуществующей с ёкаями, и история Абэ-но Сэймэя.
В аниме «Король-шаман» Хао Асакура вдохновлён Сэймеем, а его книга называется «Сэндзи Ряккецу».